# Buffy-Lynne Williams
Buffy-Lynne Williams (* 27. März 1977 in North York als Buffy-Lynne Alexander) ist eine ehemalige kanadische Ruderin. Sie gewann 2000 die olympische Bronzemedaille im Achter.

## Sportliche Karriere
Die 1,70 m große Buffy-Lynne Alexander vom St. Catharines Rowing Club belegte bei den Junioren-Weltmeisterschaften 1995 mit dem kanadischen Vierer ohne Steuerfrau den vierten Platz. Ihre erste Medaille im Erwachsenenbereich gewann sie bei den Weltmeisterschaften 1997, als sie mit dem kanadischen Achter als Zweite hinter den Rumäninnen das Ziel erreichte. Bei den Weltmeisterschaften 1998 siegten die Rumäninnen vor dem US-Achter, die Kanadierinnen erhielten die Bronzemedaille. Die Weltmeisterschaften 1999 fanden vor heimischem Publikum in St. Catharines statt, der kanadische Achter mit Buffy-Lynne Alexander belegte erneut den dritten Platz hinter den Rumäninnen und den US-Ruderinnen. Auch bei den Olympischen Spielen 2000 gewann der kanadische Achter die Bronzemedaille, hinter dem rumänischen Boot ging Silber an die niederländische Crew.
Nach den Olympischen Spielen 2000 heiratete Buffy-Lynne Alexander den kanadischen Ruderer Barney Williams und startete nach einem Jahr Pause unter ihrem neuen Namen. Bei den Weltmeisterschaften 2002 trat Buffy-Lynne Williams mit Kubet Weston im Doppelzweier an, die beiden belegten den neunten Platz. 2003 ruderte Williams wieder im Achter, bei den Weltmeisterschaften in Mailand gewannen die Kanadierinnen Bronze hinter dem deutschen Achter und den Rumäninnen. Für die Olympischen Spiele 2004 wechselten Williams und Darcy Marquardt in den Zweier ohne Steuerfrau; mit dreieinhalb Sekunden Rückstand auf die drittplatzierten Weißrussinnen belegten die beiden Kanadierinnen im Finale von Athen den vierten Platz.
Erst 2007 war Buffy-Lynne Williams international wieder am Start, bei den Weltmeisterschaften 2007 belegte sie mit dem kanadischen Achter den sechsten Platz. Bei ihrer dritten Olympiateilnahme 2008 in Peking ruderte sie mit dem Achter auf den vierten Platz.